# Bytom Północny
Bytom Północny – posterunek odgałęźny i nieistniejący przystanek osobowy w Bytomiu, w woj. śląskim, w Polsce. Przystanek znajdojował się w okolicy ulicy Ignatza Hakuby, w niedalekim sąsiedztwie Osiedla Awaryjnego. Przystanek był częścią linii S8 relacji Oświęcim - Katowice - Bytom Północny - Tarnowskie Góry - Kluczbork, obsługiwanej Kolei Śląskich.

## Historia

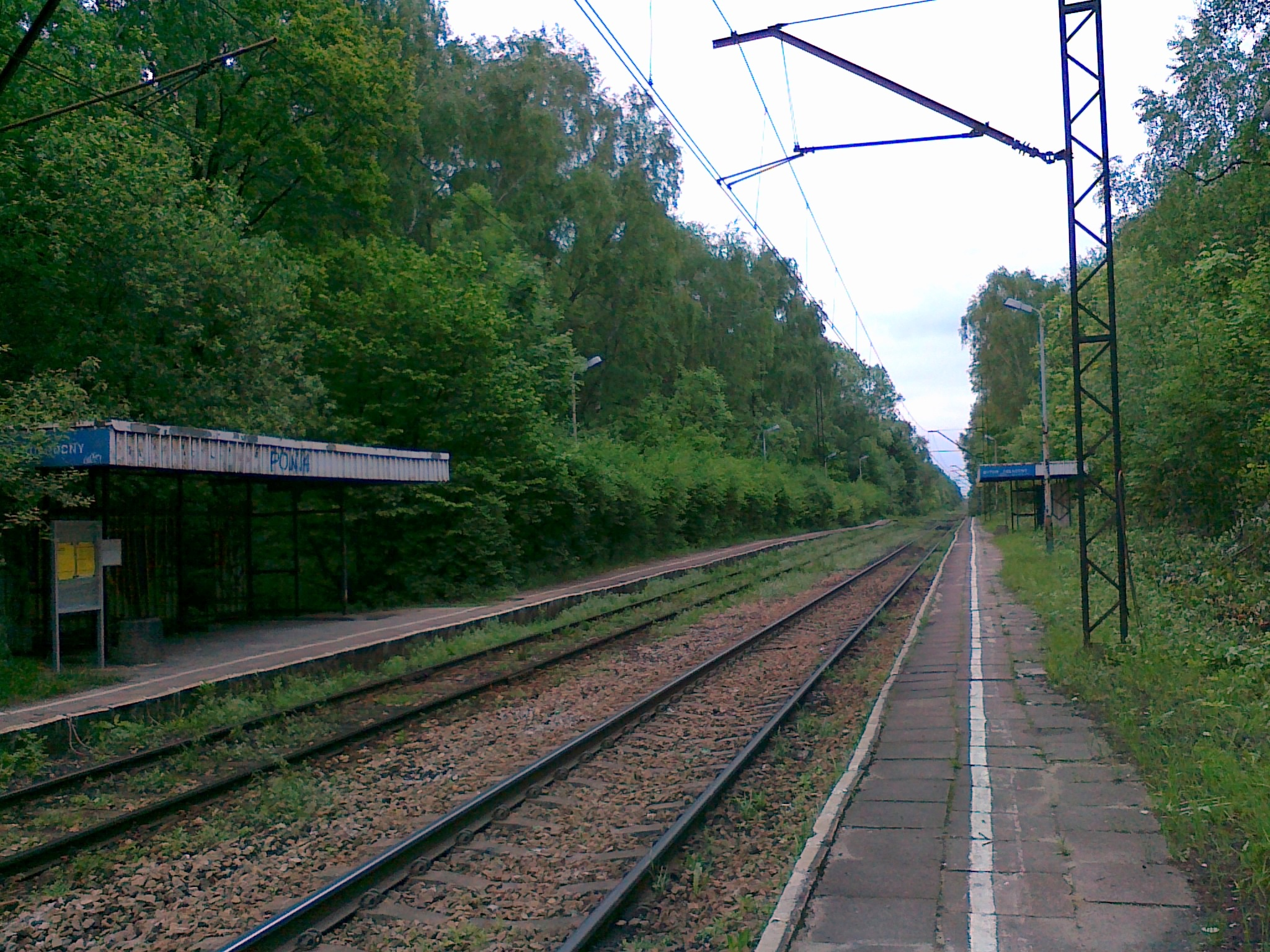
Perony przed likwidacją (2013 rok)

Pod koniec 2020 roku nastąpiło podpisanie umowy na modernizację linii kolejowej nr 131 na odcinku Chorzów Batory - Nakło Śląskie. W ramach inwestycji perony Bytomia Północnego zostały zlikwidowane. Tym samym Bytom Północny stał się jedynie posterunkiem odgałęźnym.

## Ruch pasażerski
| Rok  | Wymiana pasażerska na dobę |
| ---- | -------------------------- |
| 2017 | 0-9                        |
| 2019 | 0-9                        |
| 2022 | 0-9                        |